# 武汉大学哲学学院

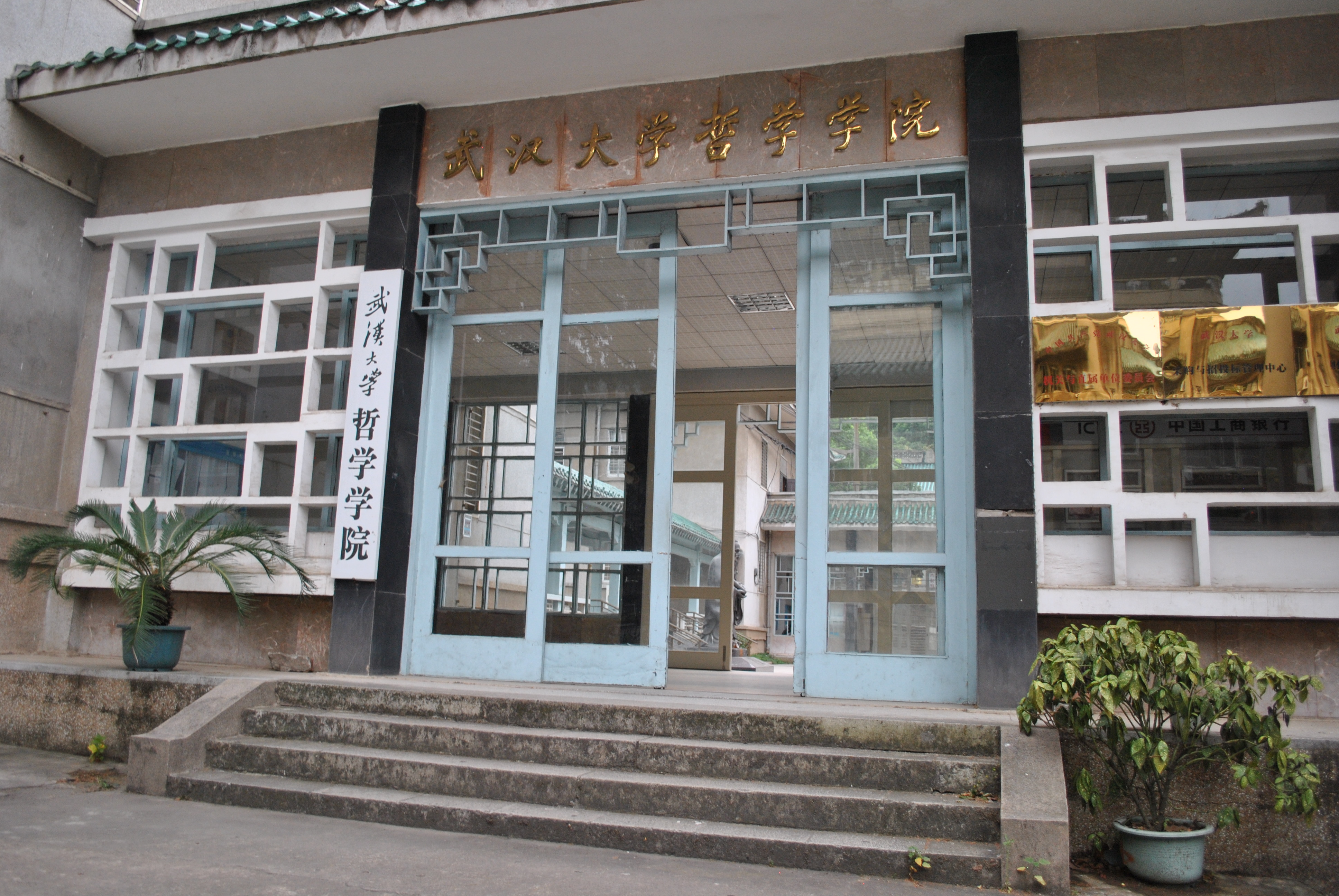
武汉大学哲学学院

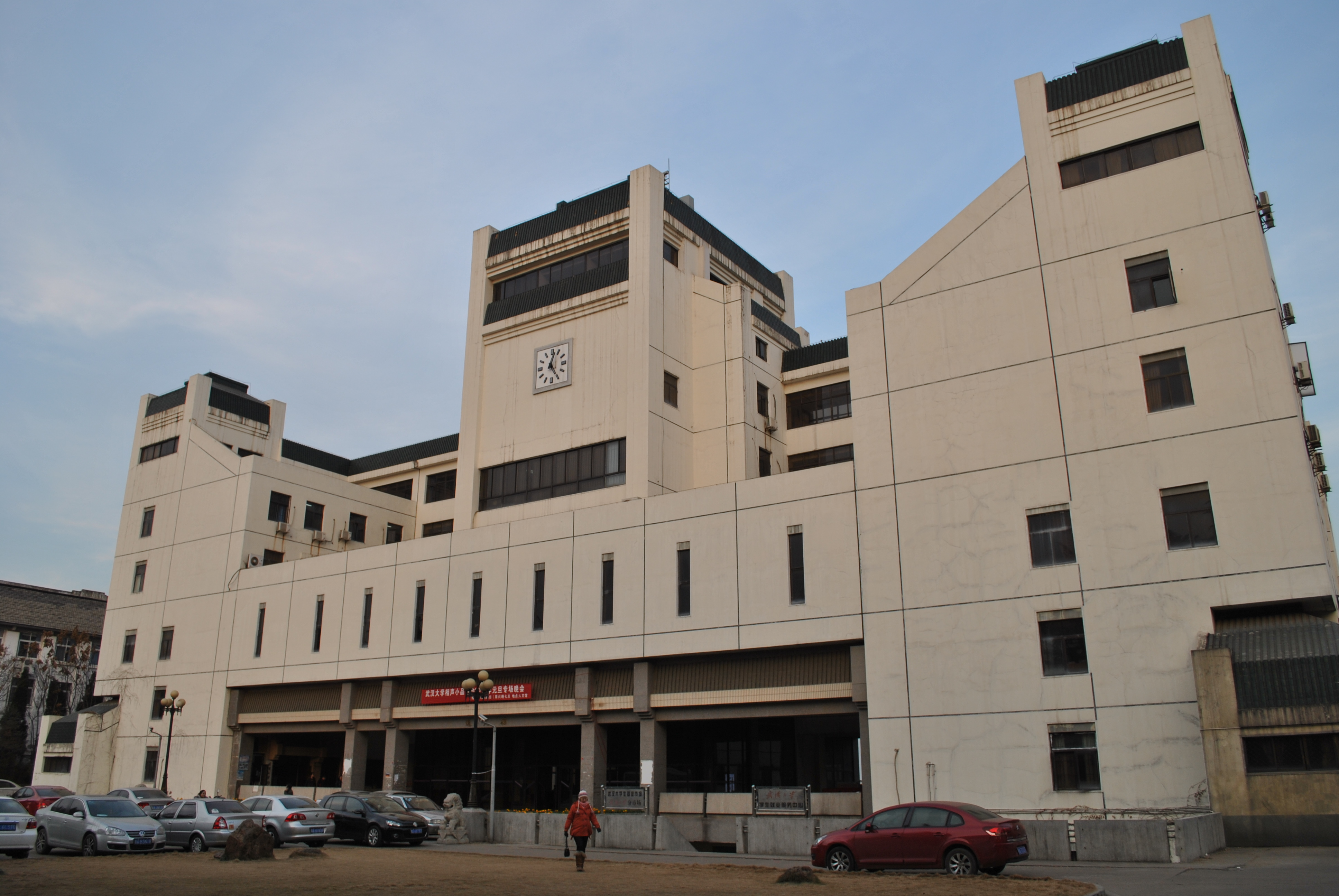
原与文学院和历史学院共用的人文馆，法学院搬走后搬迁至原法学院位置

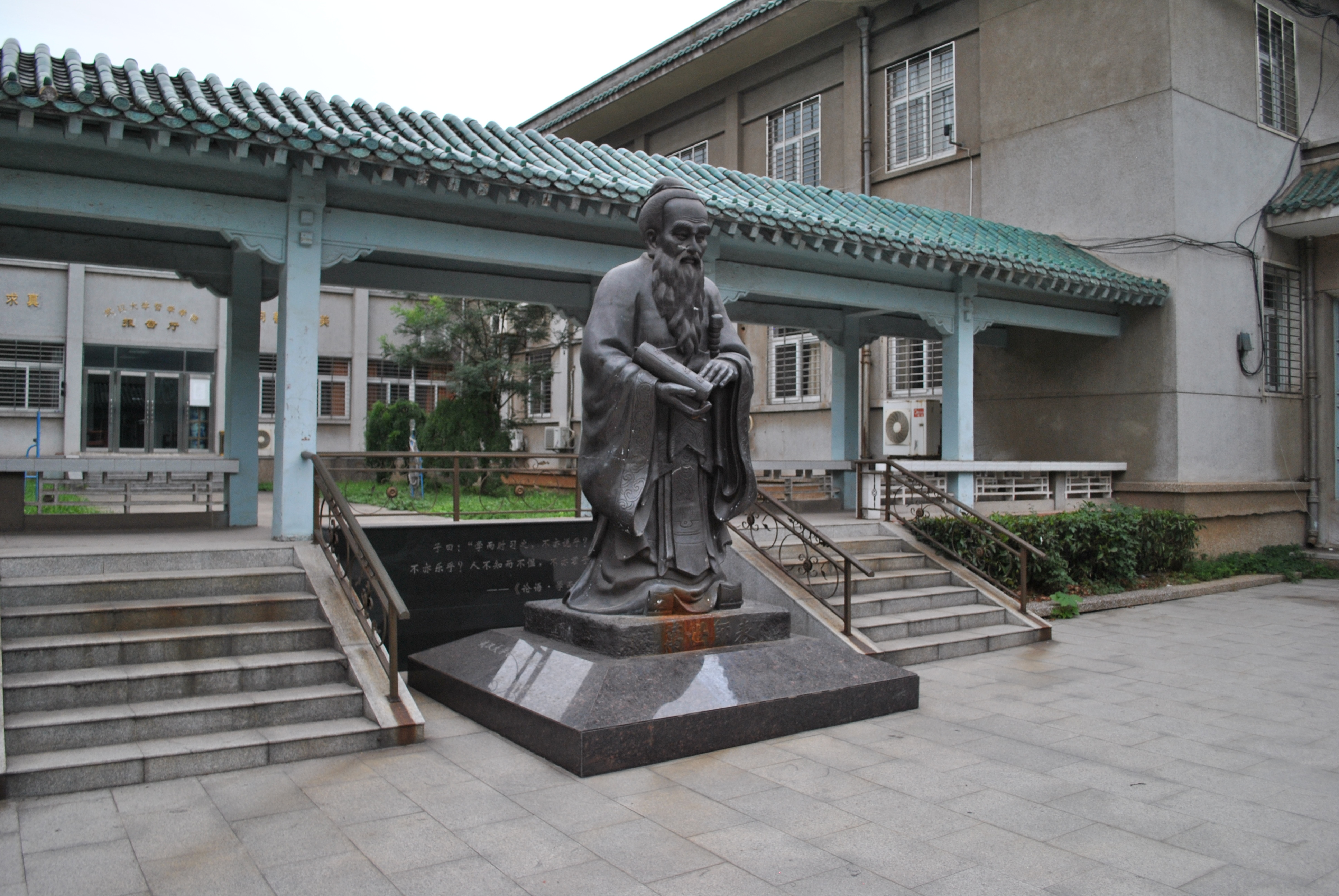
武汉大学哲学学院院内孔子雕像

武汉大学哲学学院前身为武昌高等师范学校教育哲学系，创建于1922年。

## 历史沿革
- 1922年 武昌高等师范学校设立教育哲学系
- 1938年 随武汉大学迁至四川乐山
- 1946年 迁回武汉
- 1952年 并入北京大学哲学系
- 1956年 恢复武汉大学哲学系
- 1969年 迁入武汉大学襄阳分校
- 1977年 迁回武汉大学本部
- 1996年 成立哲学学院（设哲学系、宗教学系，美学系)
- 1999年 并入人文科学学院，保留哲学系与宗教学系
- 2003年 恢复武汉大学哲学学院

## 统计数据

### 专任教师
- 教授  37人
- 副教授  16人
- 讲师  10人

### 学生
- 在站博士后  22人
- 在读博士研究生  163人
- 在读硕士研究生  133人
- 在读本科生  460人

## 专业设置

### 本科专业设置
哲学（基地班）、宗教学、比较哲学（国际班）、国学、心理学。

### 研究生专业设置
马克思主义哲学、中国哲学、外国哲学、逻辑学、伦理学、美学、宗教学、科学技术哲学、基础心理学。

## 院训
爱智 求真 向善 致美

## 院址
武汉大学本部，一座被称为“四方楼”的建筑内，行政楼与档案馆之间。

## 孔子塑像
由南武当道长及其弟子捐赠给武汉大学哲学学院的孔子塑像树立在院内。孔子塑像左腰佩长剑，右手托书册，上书“有教无类”“万世师表”。

## 国学院
武汉大学于2010年3月正式成立国学院，首任院长为郭齐勇教授。目前国学院属哲学学院。

## 链接
- 武汉大学哲学学院 （页面存档备份，存于）
- 三维虚拟实景漫游-武汉大学哲学学院